# Volutella gilva
Volutella gilva är en svampart som först beskrevs av Christiaan Hendrik Persoon, och fick sitt nu gällande namn av Pier Andrea Saccardo 1881. Volutella gilva ingår i släktet Volutella och familjen Nectriaceae.   Inga underarter finns listade i Catalogue of Life.